# غيلبرت فوينتيس
غيلبرت فوينتيس (بالإنجليزية: Gilbert Fuentes)‏ (21 فبراير 2002 في الولايات المتحدة - ) هو لاعب كرة قدم أمريكي في مركز الوسط. لعب مع سان خوسيه إيرثكويكس.

## وصلات خارجية
- غيلبرت فوينتيس على موقع الدوري الأمريكي (الإنجليزية)
- غيلبرت فوينتيس على موقع قاعدة بيانات كرة القدم.إي يو (الإنجليزية)
- غيلبرت فوينتيس على موقع Soccerbase.com (لاعب) (الإنجليزية)
- غيلبرت فوينتيس على موقع Soccerway.com (الإنجليزية)
- غيلبرت فوينتيس على موقع عالم كرة القدم.نت (الإنجليزية)